# Sensenti
Sensenti est une ville du Honduras, située dans le département de Ocotepeque.